# Unabhängige Kirchen in China
Als Unabhängige Kirchen in China werden die christlichen Kirchen in der Volksrepublik China bezeichnet, die nicht staatlich registriert sind, also nicht zur kirchlichen Drei-Selbst-Bewegung gehören. Teilweise handelt es sich dabei um Kirchen aus der Kaiserzeit wie die 1867 gegründete Minnan-Kirche, teilweise um mehr oder weniger vernetzte Hauskirchenbewegungen, darunter die Gruppe der Wiedergeburt.
Die chinesischen unabhängigen Kirchen sind eine wichtige Kategorie von Kirchen des chinesischen Volkes. Die Mehrzahl der Christen in der Volksrepublik China gehört einer unabhängigen Kirche an, die Mitgliederzahlen können jedoch nur geschätzt werden. Die Gesellschaft für bedrohte Völker gibt 70 Millionen an (2004), die Evangelische Nachrichtenagentur Idea (idea) gibt „mindestens 60 Millionen“ an (2002).

## Geschichte
Während der Länder-Konferenz der Missionare des mittleren und späteren 19. Jahrhunderts traten mehrere westliche Missionare für die Unabhängigkeit der chinesischen Christen ein, anstatt sich auf Unterstützung von außen und deren Gelder zu verlassen. Diese Idee wurde unterstützt und auch beschleunigt nach dem verheerenden Boxeraufstand. Während dieses Vorfalls wurden 48 katholische Missionare und 18.000 Mitglieder Märtyrer, während 182 protestantische Missionare und 500 chinesischen Christen als Märtyrer starben.
Obwohl dieser Vorfall zum Sturz der Qing-Dynastie führte, ermutigten westliche Missionare die chinesische Christen, wirtschaftlich unabhängig vorzugehen, selbst zu predigen und selbst Pastoren einzusetzen, obwohl dies die Loslösung von ihrer ursprünglichen protestantischen Konfessionen bedeutete. Die früheste bekannte unabhängige Kirche war 1862 unter dem Titel „Minnan-Kirche“ entstanden. Es ist nur wenig über diese Kirche bekannt, da alle Berichte in dem lokalen Minnan-Dialekt aufgezeichnet wurden anstatt in Mandarin. Informationen über diese Kirche wurden nur langsam „entdeckt“ und übersetzt.
Die angestrebte strukturelle Unabhängigkeit der chinesischen Christen wie sie von Seiten der meisten Missionskirchen verfolgt wurde artikulierte sich in den „Drei-Selbst“-Zielen: Den chinesischen Christen sollte die Verantwortung für „Eigen-Management, Eigen-Versorgung und Eigen-Ausweitung“ in den Kirchen übertragen werden. Viele ausländische Missionare und chinesische christliche Leiter förderten dieses Ziel.
Von den frühen 1910er Jahren an und mit der Bildung des China-Fortsetzungsausschusses nach der Edinburgh-Weltmissionskonferenz 1910 wurde dieses Ziel schrittweise verfolgt und erreichte einen vorläufigen Höhepunkt mit der Entstehung der Nationalen Christlichen Konferenz (NCC) von 1922, aus der die ökumenische „Kirche Christi in China“ hervorging, eine chinesisch-ausländischen Organisation mit einem erheblichen Grad an chinesischen Führung und Verantwortung. Der seit Mitte der 1920er Jahre aktive Nationale Christenrat war ebenfalls  ein Produkt der Edinburgher Konferenz. Er befasste sich mit der nationalen Koordination protestantischer Kirchen und der Koordination mit ausländischen Missionsgesellschaften und Kirchen.
Nicht alle Konfessionen oder Missionsgruppen traten der Kirche Christi in China oder dem NCC bei. Einige von ihnen, wie die Anglikaner und Lutheraner, verfolgten ihre eigenen Formen von chinesisch-ausländischen Einheit und der Förderung einer chinesischen Kirchenführung. Andere, wie etwa die China-Inland-Mission (heute OMF), setzten im Grunde eine ausländische dominierte Führung an die Spitze, bemühten sich aber um Sensibilität und Förderung der chinesischen Christen, indem sie deren „Streben nach Verantwortung und Autonomie“ auf lokaler Ebene förderten.

## Kirchen

### Römisch-Katholische Untergrundkirche
Die katholische Untergrundkirche ist Teil der römisch-katholischen Gemeinschaft. Ihre Geschichte reicht über mehrere Jahrhunderte zurück. Anders als die parteitreue Katholisch-Patriotische Vereinigung sind sie dem Heiligen Stuhl eng verbunden und werden von der chinesischen Regierung verfolgt.

### Evangelium-der-Gnade-Kirche
Die Evangelium-der-Gnade-Kirche wurde 1881 von Sheng-Mo Xi in Shandong gegründet.

### Wahre Kirche Jesu
Die Wahre Kirche Jesu (真耶穌教會) wurde 1917 in Peking gegründet. Die Leitung der Kirche geschah zuerst von Nanjing aus, später von Shanghai. Früher lautete der englische Name True Jesus Mission. Die Kirche ist eine Abspaltung der ersten Welle der Pfingstbewegung in den USA während der ersten Jahre des 20. Jahrhunderts. Ihre Gründer glaubten durch die Offenbarung des Heiligen Geistes, dass sie eine reformierte, wahre Kirche gründeten, die alle Fehler, die in Lehre und Auslegung von anderen Kirchen gemacht wurden, korrigieren würde. Sie lehrten, dass die gesamte Frohe Botschaft biblische Bezüge haben müsse, um Irrlehren und falsche Auslegung zu vermeiden. Seit 1926 breitete sich die Kirche auch nach Taiwan aus. Zu ihr gehören dort heute mehr als 300 Kirchen und Gebetshäuser.

### Local churches
Die Kleine Herde (Local churches) wurden durch Watchman Nee, Zhou-An Lee und Shang-Jie Song 1922 gegründet. 1949 gab es etwa 700 dieser Kirchen im Land.

### Chinesische christliche Kirche
Die chinesische christliche Kirche ist eine kleinere Kirche.

### Jesus-Familie
Die Jesus-Familie wurde in Shandong gegründet.

### Chinesische Kirche in Christus
Die Chinesische Kirche in Christus wurde 1937 von Wang Ming-Tao (1900–1991) in Peking gegründet. Am 8. August 1955 wurde er von den Kommunisten verhaftet. Im Januar 1980 wurde er in Peking aus dem Gefängnis entlassen.